# Wilhelm Fließbach
Wilhelm Robert Karl Fließbach (ur. 4 grudnia 1901 w Słupsku, zm. 17 lipca 1971 w Fürstenfeldbruck) – niemiecki prawnik, urzędnik samorządowy i państwowy.

## Życiorys
Urodził się w rodzinie Konrada Albrechta Wilhelma Fließbacha (1863-1918), sędziego ze Słupska, oraz Alice Stampe. Ukończył gimnazjum humanistyczne w Słupsku (1920). W latach 1920–1924 studiował prawo i ekonomię na Uniwersytecie w Monachium, Uniwersytecie w Tybindze, gdzie był członkiem braterstwa „Derendingia” (Tübinger Burschenschaft Derendingia) (1920-1921) oraz Uniwersytecie w Greifswaldzie, na którym na wydziale prawa i nauk politycznych w 1924 obronił pracę doktorską pt „Die Ruhrbesetzung als Volkerrechtsproblem” (Okupacja Ruhry jako kwestia praw Volkera). W 1924 zdał egzamin państwowy w Szczecinie po którym został aplikantem sądowym, w 1929 egzamin w Berlinie, który mu zapewnił pracę w charakterze asesora sądowego w Słupsku. Od 1930 był asesorem, radnym, syndykiem, od 1932 burmistrzem Sopotu, w latach 1934-1936 formalnie p.o. też jego nadburmistrza, choć w tym okresie był przez komisarza rządowego na m. Sopot i jednocześnie lokalnego szefa NSDAP tamże, Ericha Tempa zawieszony w wykonywaniu obowiązków; jedne źródła podają, iż z powodu odmowy wykonywania poleceń, inne – odmowy wstąpienia do partii nazistowskiej. Zatrudnił się w organach finansowych, początkowo w Hanowerze (Finanzamt Hannover-Mitte) (1934-1938), i Karlowych Varach (Oberfinanzprasidenten Carlsbad) (1939). W czasie II wojny światowej był sędzią przy Naczelnym Dowództwie Wehrmachtu (Oberkommando der Wehrmacht). Po opuszczeniu amerykańskiego obozu jenieckiego ponownie podjął pracę w organach finansowych, tym razem jako urzędnik i szef Urzędu Finansowego w Nienburg/Weser. (1946-1952), następnie w organach sprawiedliwości – sędzia w Federalnym Trybunale Finansowym (Bundesfinanzhof) w Monachium (1952-1968).